# Just for Laughs Gags

Just for Laughs Gags  (en francés Juste Pour Rire y en español Solo para reír) es un sketch humorístico silencioso canadiense de la marca Just for Laughs. JFL Gags se emite en la CBC Television y Comedy Network en Canadá, en Telemundo en los Estados Unidos, MVS TV en México, Trecevisión en Guatemala y La Red en Chile. La serie es el típico formato de cámara oculta para gastar bromas sobre temas insospechados, mientras que graba la reacción de la gente (similar a la cámara oculta del Reino Unido). Este espectáculo tiene la música en segundo plano, pero no contiene ningún sonido, ni siquiera diálogo (a excepción de breves efectos de sonido y risas), pero se puede oír de vez en cuando a los actores y a las víctimas hablar. Se grabó en el centro de Montreal y el Quebec rural, aunque algunos segmentos se grabaron en el Reino Unido o México.
Los efectos de sonido, la música y las risas se han añadido en la posproducción.
El programa se emite en varios países y en las compañías aéreas, ya que no se requiere traducción. Los espectadores, comúnmente, no pueden decir si es canadiense o británico, debido a su estilo. 
La fórmula de Just for Laughs Gags ha sido utilizada por la BBC para el público de Reino Unido. Sin embargo, la fórmula se ha utilizado antes en programas como Candid Camera o The Tonight Show, aunque ambos espectáculos usan una gran cantidad de diálogo. 
Una versión hermana se produce en Irlanda del Norte y se llama simplemente Just for Laughs. La mayor parte del programa es grabado alrededor de Belfast, Irlanda del Norte, de Leeds, Inglaterra y Glasgow, Escocia; sin embargo, algunos clips que se muestran son de la versión canadiense. El formato del espectáculo, sin embargo, es idéntico al grabado en Canadá. La versión británica es producida por Wild Rover Produca temporada sabatina (normalmente entre las 5 y las 6 de la tarde). A principios de 2009, Fiver ha comprado los derechos para la repetición de la serie y los episodios de la actual
En España, el programa se ha emitido en la mayoría de canales de la FORTA: a partir de 2006, en IB3, TV3, Aragón TV, CMT (donde aún se emite), ETB1, ETB2, ETB4, Telemadrid y TV Canaria. Entre 2004 y 2010, Canal Nou lo emitió bajo el nombre Tot per Riure, con cabecera en valenciano.